# Bruchidius chinensis
Bruchidius chinensis is een keversoort uit de familie bladkevers (Chrysomelidae). De wetenschappelijke naam van de soort werd in 1816 gepubliceerd door Thunberg.